# 大分市立春日町小学校
大分市立春日町小学校（おおいたしりつ かすがまちしょうがっこう）は、大分県大分市西春日町にある公立小学校である。

## 沿革
- 1875年（明治8年）4月7日 - 駄原小学校として開校。
- 1886年（明治19年） - 小学校令により西大分尋常小学校に改称。
- 1908年（明治41年）1月5日 - 大分第二小学校に改称。
- 1911年（明治44年）2月25日 - 現在地に移転。
- 1912年（明治45年）4月1日 - 高等科を併置し大分第二尋常小学校に改称。
- 1924年（大正13年）4月1日 - 大分市春日町尋常高等小学校に改称。
- 1933年（昭和8年）4月1日 - 大分市春日町小学校に改称。
- 1941年（昭和16年） - 大分市春日町国民学校に改称。
- 1942年（昭和17年）5月13日 - 南校舎落成。
- 1947年（昭和22年）4月 - 大分市立春日町小学校（現名称）に改称。
- 1948年（昭和23年） - 大分市初の完全給食（パン、ミルク（脱脂粉乳）、おかずがそろった学校給食）が実施される[1]。
- 1958年（昭和33年）3月 - 北校舎落成。
- 1982年（昭和57年）5月 - 管理棟、体育館移転。
- 2013年（平成25年）12月 - 北校舎新築落成[2]。

## 教育目標
『夢と希望をもって、心豊かにたくましく生きる児童の育成』
- か - かんがえる子
- す - すなおな子
- が - がんばる子[3]

## 通学区域
- 生石1-5丁目、生石港町1-2丁目、浜の市1-2丁目、南生石西、南生石東（以上の町丁は、中学校は大分市立大分西中学校の通学区域）
- 王子北町、王子新町、王子中町、王子西町、王子町、王子港町、王子南町、王子山の手町1-38番、新春日町2丁目6番、新町15-19番、勢家町1-4丁目、中春日町、西春日町、東春日町、南春日町、南王子町2丁目（以上の町丁は、中学校は大分市立王子中学校の通学区域）[4]

## 著名な出身者
- 宮崎美子（女優・タレント）[要出典]
- 吉岡美晴（バレーボール選手 - 岡山シーガルズ）